# 치르나나코로슈켐

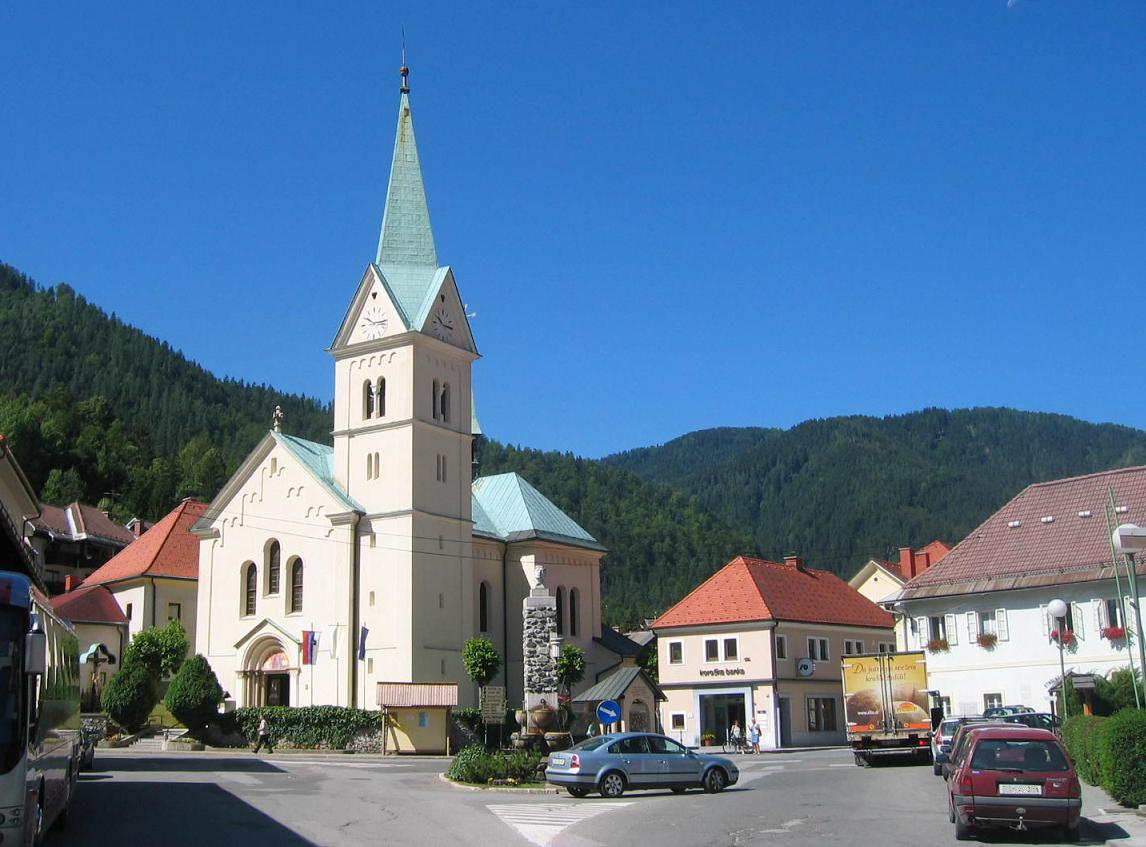
치르나나코로슈켐

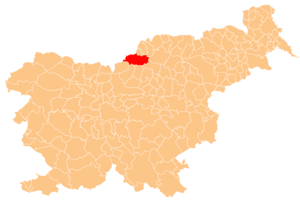
치르나나코로슈켐의 위치

치르나나코로슈켐(슬로베니아어: Črna na Koroškem, 독일어: Schwarzenbach 슈바르첸바흐[*])은 슬로베니아의 도시로 면적은 156.0km2, 인구는 3,616명(2002년 기준), 인구 밀도는 23.2명/km2이다.